# Isserstedt
Isserstedt is een plaats in de Duitse gemeente Jena, deelstaat Thüringen, en telt 834 inwoners (ultimo 2020).
Het dorp ligt 7 km ten westen van de stad Jena en 14 km ten oosten van de stad Weimar aan de Bundesstraße 7.

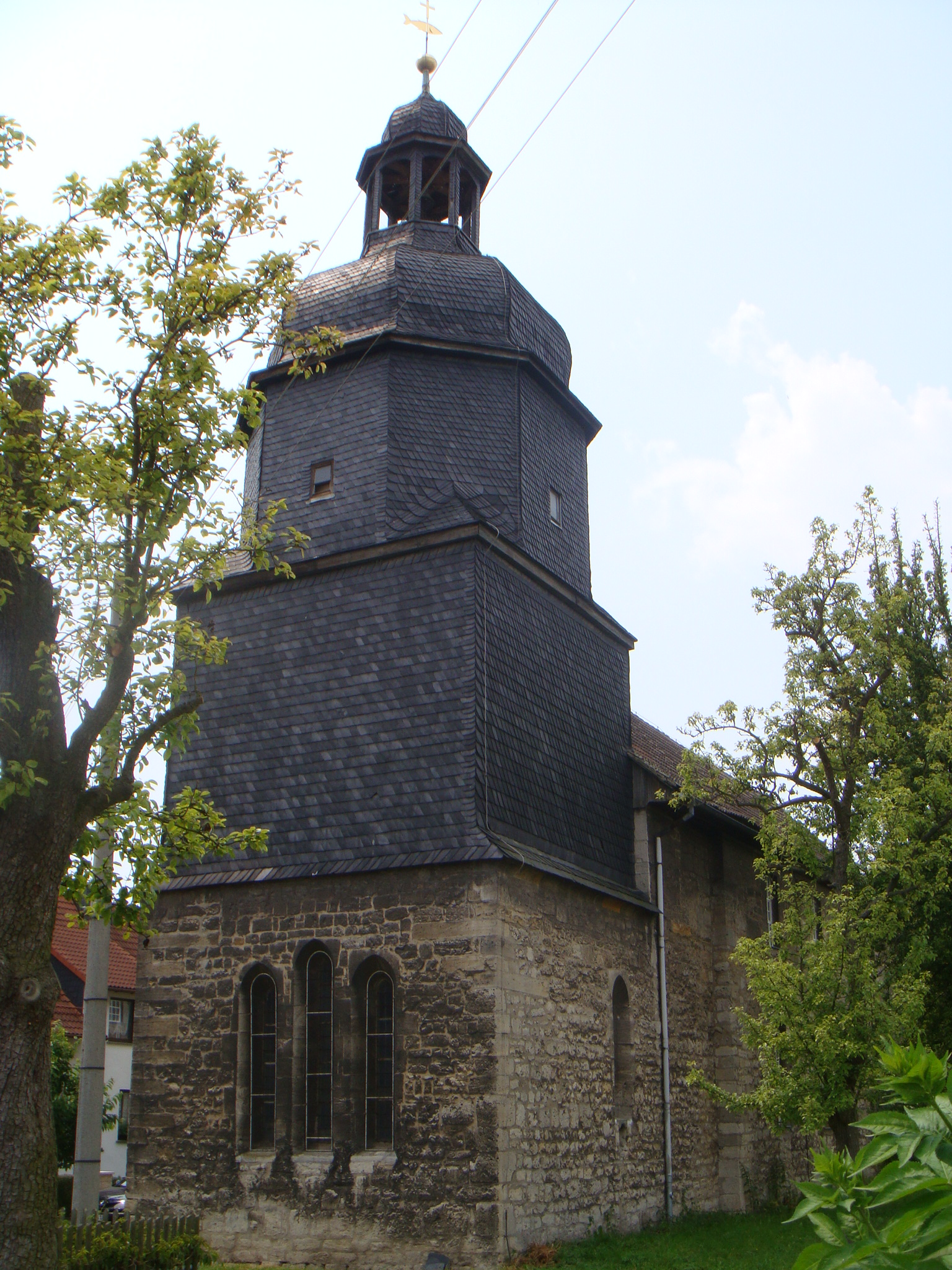
Toren van de St. Magdalenakerk te Isserstedt

De dorpskerk of St.-Magdalenakerk van Isserstedt dateert van de 13e eeuw en werd in de 18e eeuw grondig gerenoveerd.
In 1992 werd aan de westrand van Isserstedt, aan de B 7, een zeer grote winkel van de firma Globus geopend. Dit is tevens verreweg de belangrijkste werkgever in het dorp. Onder andere kan men er doe-het-zelf-artikelen en bloemen kopen. Het is tevens een supermarkt. Voor het overige is Isserstedt vooral een woonforensendorp.
Boswandelingen kan men maken in het Isserstedter Wald, ten oosten van het dorp.